# 7 Wonders
7 Wonders is een bordspel voor twee tot zeven spelers dat in 2010 uitgegeven werd. Het spel won in 2011 onder meer de prijs Kennerspiel des Jahres en de Vlaamse prijs, de Gouden Ludo.

## Overzicht
Het spel kan met de normale spelregels gespeeld worden met drie tot zeven spelers. Het is mogelijk om het spel met twee spelers te spelen met aangepaste spelregels. Elke speler speelt met één persoonlijk spelbord waarop een van de volgende plaatsen en wereldwonderen staan afgebeeld : Efeze, Babylon, Halikarnassos, Gizeh, Olympia, Alexandrië en Rhodos, waarop de spelers tijdens het spel een aantal "wonderen" kunnen bouwen die voordelen kunnen hebben tijdens het spelen van het spel en die punten kunnen opleveren om het spel te winnen.
Naast de spelborden worden er drie stapels kaarten gebruikt, een stapel voor elk van de drie tijdperken die gespeeld moeten worden. Met de kaarten kunnen onder meer grondstoffen verzameld worden en gebouwen opgericht worden. Nadat de drie tijdperken zijn afgewerkt tellen de spelers hun gewonnen punten, de speler met de meeste punten wint het spel. Punten zijn er te verdienen bij militaire conflicten, wonderen op de spelborden, het vergaarde geld, met de gilden en bij het bouwen van burgerlijke, wetenschappelijke en commerciële structuren of gebouwen.

## Uitbreidingen
In 2011 kwam er een eerste uitbreiding op de markt, 7 Wonders: Leaders. Deze uitbreiding bevat leider kaarten. Daarnaast is er ook een nieuw wonder spelbord: Rome.
De tweede uitbreiding, 7 Wonders: Cities volgde in 2012. In deze uitbreiding worden stadskaarten aan het spel toegevoegd alsook twee nieuwe wonderspelborden: Petra en Byzantium. Er zijn ook regels opgesteld om in teamverband te spelen.